# Udo Pastörs

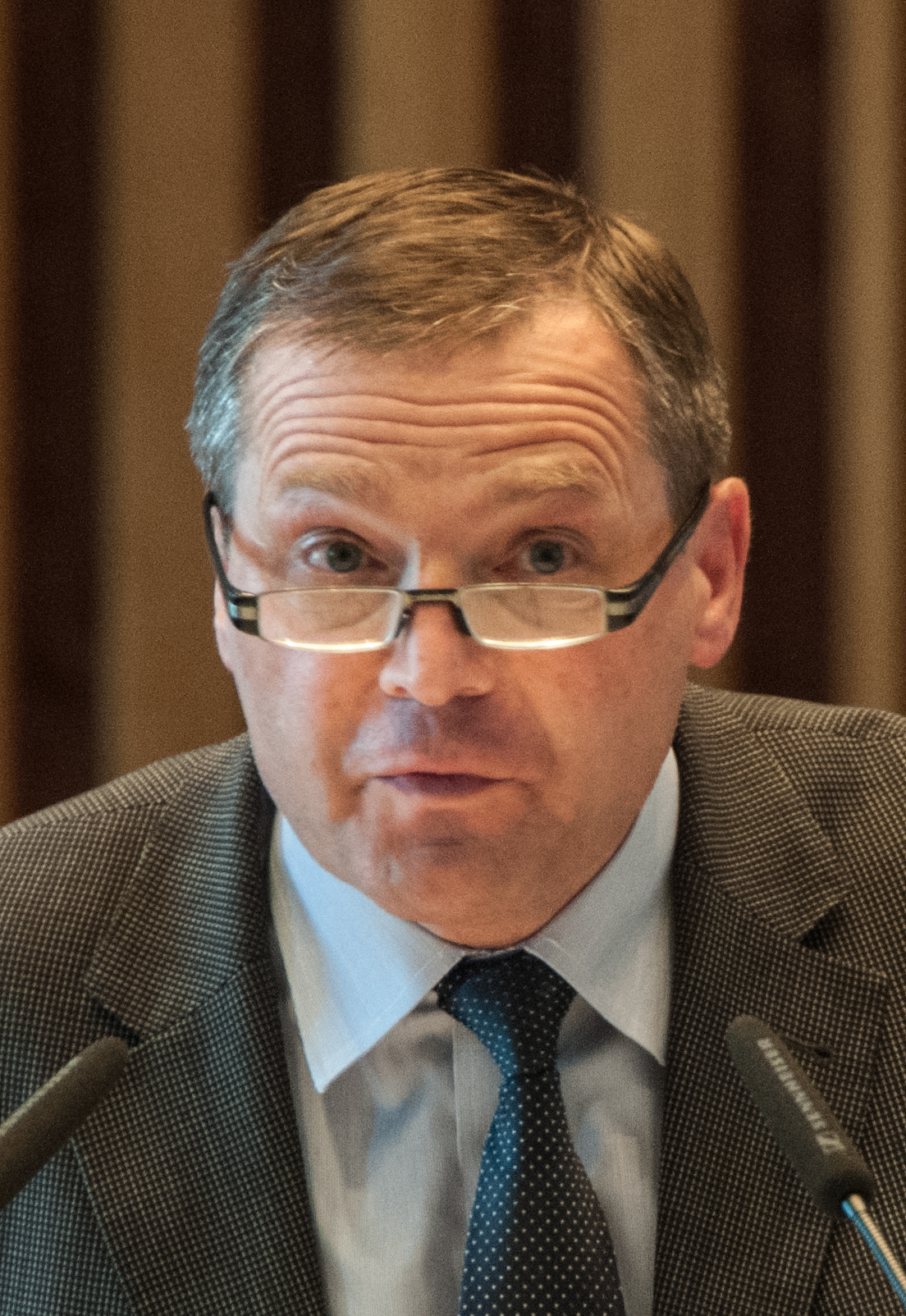
Udo Pastörs (2013)

Udo Michael Wilhelm Pastörs (* 24. August 1952 in Wegberg) ist ein deutscher Neonazi und Politiker (Die Heimat), der dem Landesverband Mecklenburg-Vorpommern angehört. Von 2006 bis 2016 war er Abgeordneter des Landtages Mecklenburg-Vorpommern und zudem von Dezember 2013 bis November 2014 Bundesvorsitzender der Partei (damals unter dem Namen NPD).
Pastörs gilt als einer der Führungskader in der  rechtsextremen Szene in Deutschland. Wiederholt wurden gegen Udo Pastörs strafrechtliche Ermittlungsverfahren eingeleitet. So wurde er wegen Volksverhetzung und Holocaustleugnung mehrfach rechtskräftig verurteilt und vertritt offen rassistische sowie antisemitische Ansichten. Dabei orientieren sich seine politischen Positionen am historischen Nationalsozialismus.

## Leben
Nach einer Uhrmacherlehre war er vier Jahre Soldat auf Zeit bei der Luftwaffe der Bundeswehr. Im Anschluss daran erwarb er an der Uhrmacherfachschule den Meisterbrief in seinem Handwerk. Danach war Pastörs einige Jahre als Kaufmann im Goldhandel aktiv. Er soll nach eigenen Angaben in einem Interview mit der Zeitschrift Stern zweimal die von Altnazis mitgegründete deutschstämmige Sektensiedlung Colonia Dignidad in Chile besucht haben, die weltweit für ihre Menschenrechtsverletzungen und ihren schweren Kindesmissbrauch bekannt wurde. Bei diesen Besuchen habe Pastörs laut Interview „viel gelernt“ und sich angeschaut, wie man eine völkische Siedlung in Deutschland aufziehen könne. Ende der 1990er Jahre zog Pastörs aus den alten in die neuen Bundesländer. Im Rahmen des Aufbaus von neuen rechtsextremen Szenestrukturen wurde er in Lübtheen (Mecklenburg-Vorpommern) ansässig und betrieb dort bis Juni 2006 einen Uhren- und Schmuckladen. Seither fungierten die Räume als Wahlkreisbüro der NPD.
Pastörs ist mit Marianne Pastörs verheiratet und hat ein Kind.

## Politische Laufbahn
Pastörs ist, wie er es bei einer Vorstellungsrede auf einem NPD-Parteitag formulierte, „seit jungen Jahren der nationalen Sache engstens verbunden“. So war Udo Pastörs aktives Mitglied der 1994 verbotenen neonazistischen Wiking-Jugend, die in der Nachfolge der Hitler-Jugend agierte, und der rechtsextremen DLVH. So äußerte Pastörs beispielsweise über Adolf Hitler: „Er ist ja ein Phänomen gewesen, dieser Mann, militärisch, sozial, ökonomisch – er hat ja wahnsinnige Pflöcke eingerammt auf fast allen Gebieten“, und über Menschen mit einer Behinderung: „Unser erstes Augenmerk hat dem Gesunden und Starken zu gelten. Dieses ist zuallererst zu fördern und zu unterstützen. Dies ist keine Selektion, sondern einfache Logik.“ Nach eigenen Angaben war er zeitweise im Umfeld rechtskonservativer Kreise der CDU aktiv, trat im Jahr 2000 im Rahmen der Einleitung des ersten NPD-Verbotverfahrens der NPD bei und war mehrere Jahre im NPD-Kreisverband Ludwigslust aktiv. Allerdings agierte er zunächst nur im Hintergrund und trat gelegentlich als Schulungsleiter der Bundes-NPD und als Referent bei NPD-Veranstaltungen auf. Dabei stellte Pastörs eine wichtige Integrationsfigur zwischen der NPD und den militant-neonazistischen Freien Kameradschaften dar.

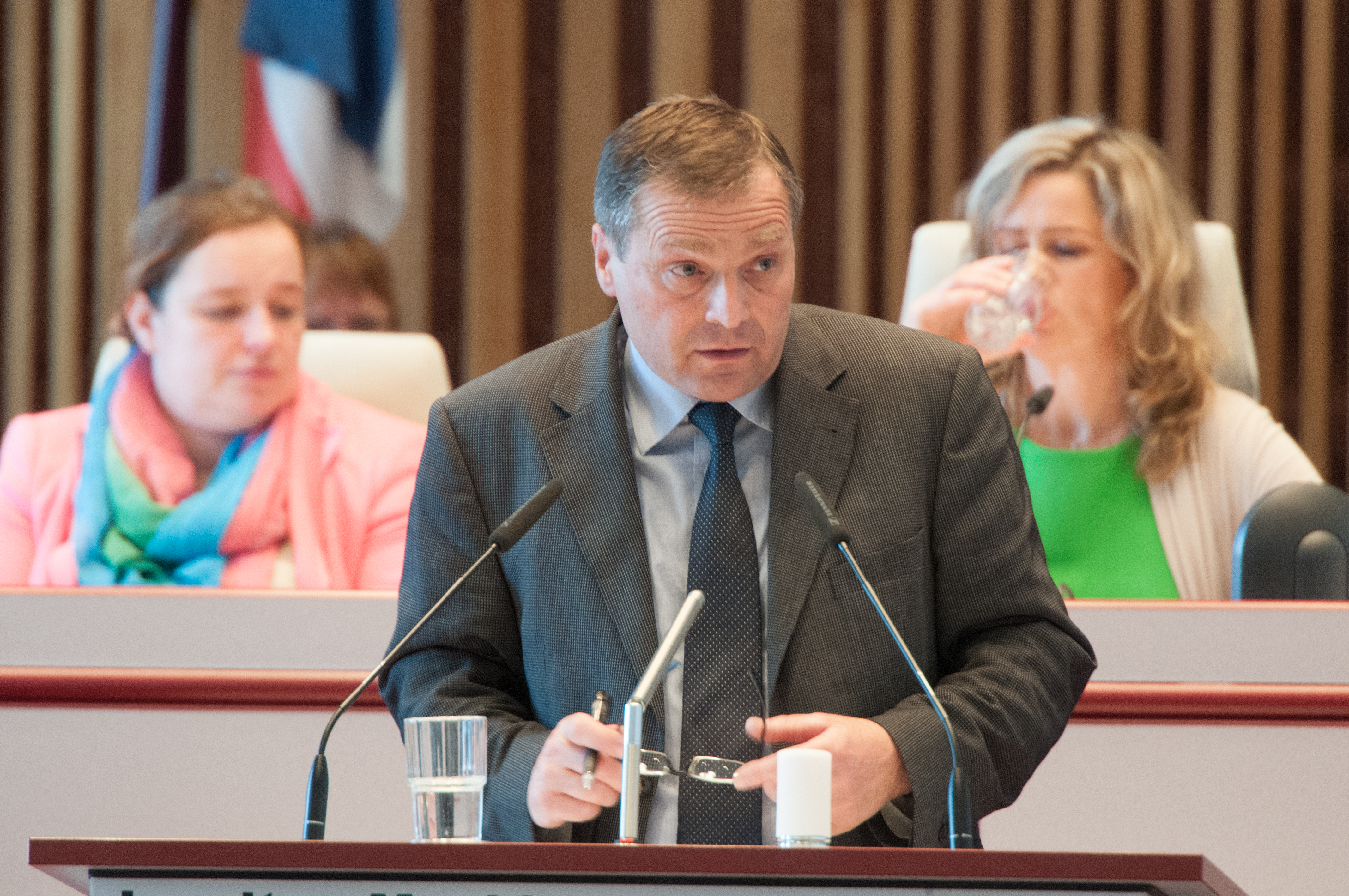
Pastörs bei einer Landtagssitzung in Schwerin (20. Juni 2013)

Von 2006 bis 2016 war er stellvertretender Landesvorsitzender der NPD Mecklenburg-Vorpommern (kraft Amtes durch seine Funktion als Fraktionsvorsitzender). Auf dem Landesparteitag der NPD am 5. Februar 2006 wurde er ohne Gegenkandidaten mit 95,35 Prozent auf Platz 1 der Landesliste zur Landtagswahl gewählt. Hintergrund war ein laufendes Ermittlungsverfahren gegen den NPD-Landesvorsitzenden Stefan Köster, welches dazu führte, dass dieser nicht als Spitzenkandidat zur Verfügung stand. Die Wahl fiel daher auf Kösters Stellvertreter als Landesvorsitzender, Udo Pastörs. Im Zuge dieser Nominierung hatte seine Präsenz in der Öffentlichkeit deutlich zugenommen. In seiner Heimatgemeinde Lübtheen engagierte er sich stark im kommunalen Alltagsleben. Aus der 2005 dort gegründeten Bürgerinitiative Braunkohle Nein e. V. wurde er durch Vorstandsbeschluss vom 16. Oktober 2006 ausgeschlossen. Mit dem Einzug der NPD in den Schweriner Landtag nach den Wahlen vom September 2006 wurde Pastörs Landtagsabgeordneter, außerdem war er Fraktionsvorsitzender der NPD.
Auf dem Parteitag der NPD in Berlin am 4. April 2009 kandidierte Pastörs gegen den amtierenden Vorsitzenden Udo Voigt für das Amt des Parteivorsitzenden, unterlag in der Abstimmung jedoch deutlich. Als Spitzenkandidat der NPD für die Landtagswahl in Mecklenburg-Vorpommern 2011 wurde er am 4. September 2011 erneut in den Landtag gewählt. Sein Büroleiter ist Andreas Theißen, der wie auch Pastörs’ Ehefrau im Stadtrat von Lübtheen sitzt. Am 13. November 2011 wurde Pastörs bei einem Bundesparteitag in Neuruppin zu einem von drei Stellvertretenden Bundesvorsitzenden der NPD gewählt. Nach dem Rücktritt Holger Apfels führte Pastörs die Partei zunächst ab Dezember 2013 kommissarisch, bis er im Januar 2014 vom Parteivorstand zum Bundesvorsitzenden gewählt wurde. Dieses Amt hatte er bis November 2014 inne.
Auf dem Bundesparteitag der NPD am 18. Januar 2014 in Kirchheim scheiterte Pastörs mit seinem Vorhaben, die Partei als Spitzenkandidat in die bevorstehende Europawahl zu führen. In einer Kampfkandidatur um den ersten Listenplatz unterlag er mit 71 Stimmen dem früheren Parteivorsitzenden Udo Voigt, der 93 Stimmen erhielt. Daraufhin zog Pastörs seine Kandidatur zurück. Beim Bundesparteitag im November 2014 kandidierte Pastörs nicht mehr für den Parteivorsitz, zu seinem Nachfolger wurde Frank Franz gewählt.
Im zweiten NPD-Verbotsverfahren wurden vom Bundesrat mehrere verfassungsfeindliche Äußerungen von Udo Pastörs als Nachweismaterial für das angestrebte Parteiverbot der NPD benutzt und flossen in den Verbotsantrag mit ein.
Bei der Landtagswahl in Mecklenburg-Vorpommern 2016 verpasste seine Fraktion den erneuten Einzug in den Landtag.

## Strafverfahren
Es wurden mehrmalig gegen Udo Pastörs strafrechtliche Ermittlungsverfahren eingeleitet. Nachdem Pastörs in seiner Rede beim politischen Aschermittwoch der NPD am 25. Februar 2009 in Saarbrücken die Bundesrepublik Deutschland als „Judenrepublik“, türkische Männer als „Samenkanonen“ und den Vorsitzenden der US-Notenbank Alan Greenspan als „Krummnase“ bezeichnet hatte, verurteilte ihn das Amtsgericht Saarbrücken am 6. Mai 2010 wegen Volksverhetzung (§ 130 StGB) zu einer Freiheitsstrafe von zehn Monaten, deren Vollstreckung mit einer Geldauflage (§ 59a Abs. 2 Nr. 3 StGB) von 6.000 Euro zur Bewährung ausgesetzt wurde. Pastörs' Berufung wurde am 19. Oktober 2010 vom Landgericht Saarbrücken zurückgewiesen. Auf seine Revision bestätigte das Saarländische Oberlandesgericht am 28. Juni 2011 zwar den Schuldspruch wegen Volksverhetzung, wies die Sache allerdings zu neuer Verhandlung und Entscheidung an das Landgericht insofern zurück, „als die Feststellungen zum subjektiven Tatbestand einer der beiden von dem Landgericht straferschwerend angenommenen Alternativen der Volksverhetzung lückenhaft waren und deshalb auch der Strafausspruch keinen Bestand haben konnte“. Diese Feststellungen ließ das Landgericht in der Hauptverhandlung am 22. Februar 2013 fallen und reduzierte die Freiheitsstrafe auf sieben Monate.
Am 16. August 2012 verurteilte ein Schöffengericht des Amtsgerichts Schwerin Pastörs wegen Verunglimpfung des Andenkens Verstorbener in Tateinheit mit Verleumdung von Opfern der nationalsozialistischen Diktatur zu einer achtmonatigen Freiheitsstrafe, deren Vollstreckung mit einer Geldauflage (§ 59a Abs. 2 Nr. 3 StGB) von 6.000 Euro zur Bewährung ausgesetzt wurde. Nachdem die NPD-Fraktion der Feier des Landtags Mecklenburg-Vorpommern zum Holocaustgedenktag am 27. Januar 2010 ferngeblieben war, hatte Pastörs in der Landtagssitzung am 28. Januar 2010 von „Schuldkult“, „Betroffenheitstheater“, „Propagandalügen“ und „Auschwitzprojektionen“ gesprochen und, als der Fraktionsvorsitzende der SPD Norbert Nieszery als eines der Ziele Hitlers die „Vernichtung des jüdischen Bolschewismus“ nannte, dazwischengerufen, das sei „eine gute Idee“ gewesen. Nach Auffassung der Staatsanwaltschaft hatte Pastörs damit den Holocaust indirekt geleugnet. Als Landtagsabgeordneter genoss Pastörs Indemnität, die ihn grundsätzlich vor strafrechtlicher Verfolgung wegen im Landtag gemachter Äußerungen schützt. Dies gilt auch für eine Leugnung des Holocausts, nicht aber für verleumderische Beleidigungen; insofern hatte der Landtag die Anklageerhebung am 26. Januar 2011 und die Durchführung des gerichtlichen Strafverfahrens am 1. Februar 2012 genehmigt. Am 25. März 2013 wies das Landgericht Pastörs' Berufung zurück; seine Revision wurde am 16. August 2013 vom Oberlandesgericht Rostock als unbegründet verworfen. Am 29. Januar 2014 genehmigte der Landtag dann auch die Strafvollstreckung. Damit war die Geldauflage von 6.000 Euro fällig; bei ihrer Nichtzahlung drohte Pastörs (hinsichtlich der achtmonatigen Freiheitsstrafe) ein Widerruf der Strafaussetzung zur Bewährung (§ 56f Abs. 1 Nr. 3 StGB). Pastörs’ Vorgehen vor dem Bundesverfassungsgericht und vor dem Europäischen Gerichtshof für Menschenrechte gegen seine Verurteilung war nicht erfolgreich.
Im November 2014 hob der Landtag von Mecklenburg-Vorpommern seine politische Immunität auf, da er Politiker der Partei Die Linke als „Stasi-Schweine“ bezeichnet hatte.